# Ариобарзан II (Киос)
Ариобарзан II (на старогръцки: Ἀριoβαρζάνης, Ariobarzanes II) е персиец, управлява от 363 пр.н.е. до 337 пр.н.е. град Киос в Мизия на източния бряг на Мраморно море в Понтийското царство.

## Произход и управление
Според Демостен вероятно е син на Ариобарзан († ок. 362 пр.н.е.), сатрап на Фригия, и внук на Фарнабаз II. Чичо му е Артабаз II. Произлиза от фамилията Фарнакиди, които са роднини на царската фамилия Ахемениди. Възможно е да е син и на Митридат I от Киос и го наследява на трона.
През средата на 360-те години пр.н.е. той въстава против неговия съперник Артаксеркс III. След двадесет и шест години управление той умира и е последван в Киос от Митридат II, който вероятно е негов брат.